# LEN Eurokup 2017./18.
Ovo je dvadeset i šesto izdanje Euro Cupa. Naslov je obranio Ferencváros.

## Natjecanje
Ždrijeb je održan 20. listopada 2017. godine u Ostiji u Italiji.

### Četvrtzavršnica
Prvi susreti igraju se 8. studenog, a uzvrati 9. prosinca 2017. godine.
| Prva momčad           | Rez.  | Druga momčad      | 1. ut. | 2. ut. |
| --------------------- | ----- | ----------------- | ------ | ------ |
| Sintez Kazan          | 17:28 | Ferencváros       | 8:16   | 9:12   |
| Jadran Split          | 15:18 | Marseille         | 10:11  | 5:7    |
| Crvena zvezda Beograd | 13:25 | Verona            | 5:10   | 8:15   |
| Miskolc               | 19:18 | Spartak Volgograd | 12:8   | 7:10   |

### Poluzavršnica
Prvi susreti igraju se 24. siječnja, a uzvrati 28. veljače 2018. godine.
| Prva momčad | Rez.  | Druga momčad | 1. ut. | 2. ut. |
| ----------- | ----- | ------------ | ------ | ------ |
| Ferencváros | 26:17 | Miskolc      | 13:9   | 13:8   |
| Marseille   | 19:22 | Verona       | 9:11   | 10:11  |

### Završnica
Prvi susret se održava 31. ožujka, a uzvrat je 18. travnja 2018. godine.
| Prva momčad | Rez.  | Druga momčad | 1. ut. | 2. ut. |
| ----------- | ----- | ------------ | ------ | ------ |
| Ferencváros | 17:13 | Verona       | 9:8    | 8:5    |